# جوني كوان
جوني كوان (بالإنجليزية: Johnnie Cowan)‏ هو لاعب كرة قاعدة أمريكي، ولد في 31 مايو 1913 في Pleasant Hill, Alabama ‏ في الولايات المتحدة، وتوفي في 24 أكتوبر 1993 في برمنغهام في الولايات المتحدة.